# Saint-Paulet-de-Caisson
Pour les articles homonymes, voir Saint-Paulet et Caisson.
Saint-Paulet-de-Caisson est une commune française située dans le département du Gard, en région Occitanie.
Exposée à un climat méditerranéen, elle est drainée par l'Ardèche, le ruisseau de Merlançon, le ruisseau des Crozes, le ruisseau du Moulin et par divers autres petits cours d'eau. La commune possède un patrimoine naturel remarquable : deux sites Natura 2000 (la « basse Ardèche urgonienne » et la « forêt de Valbonne ») et quatre zones naturelles d'intérêt écologique, faunistique et floristique.
Saint-Paulet-de-Caisson est une commune rurale qui compte 1 894 habitants en 2022, après avoir connu une forte hausse de la population depuis 1962. Elle est dans l'agglomération de Pont-Saint-Esprit et fait partie de l'aire d'attraction de Pont-Saint-Esprit. Ses habitants sont appelés les Saint-Paulétois ou  Saint-Paulétoises.
Le patrimoine architectural de la commune comprend deux  immeubles protégés au titre des monuments historiques : la chartreuse de Valbonne, inscrite en 1959 puis classée en 1974, et la chapelle Sainte-Agnès de Saint-Paulet-de-Caisson, inscrite en 1974.

## Géographie
| Saint-Julien-de-Peyrolas |                         | Saint-Just-d'Ardèche Ardèche |
| Salazac                  | Saint-Paulet-de-Caisson | Pont-Saint-Esprit            |
| Saint-Laurent-de-Carnols | Carsan                  |                              |

### Climat
Pour des articles plus généraux, voir Climat de l'Occitanie et Climat du Gard.
En 2010, le climat de la commune est de type climat méditerranéen altéré, selon une étude s'appuyant sur une série de données couvrant la période 1971-2000. En 2020, Météo-France publie une typologie des climats de la France métropolitaine dans laquelle la commune est exposée à un climat méditerranéen et est dans la région climatique Provence, Languedoc-Roussillon, caractérisée par une pluviométrie faible en été, un très bon ensoleillement (2 600 h/an), un été chaud (21,5 °C), un air très sec en été, sec en toutes saisons, des vents forts (fréquence de 40 à 50 % de vents > 5 m/s) et peu de brouillards.
Pour la période 1971-2000, la température annuelle moyenne est de 13,6 °C, avec une amplitude thermique annuelle de 18,1 °C. Le cumul annuel moyen de précipitations est de 845 mm, avec 6,1 jours de précipitations en janvier et 3,4 jours en juillet. Pour la période 1991-2020, la température moyenne annuelle observée sur la station météorologique la plus proche, située sur la commune de Pont-Saint-Esprit à 4 km à vol d'oiseau, est de 14,2 °C et le cumul annuel moyen de précipitations est de 829,8 mm,. Pour l'avenir, les paramètres climatiques de la commune estimés pour 2050 selon différents scénarios d’émission de gaz à effet de serre sont consultables sur un site dédié publié par Météo-France en novembre 2022.

### Milieux naturels et biodiversité

#### Réseau Natura 2000

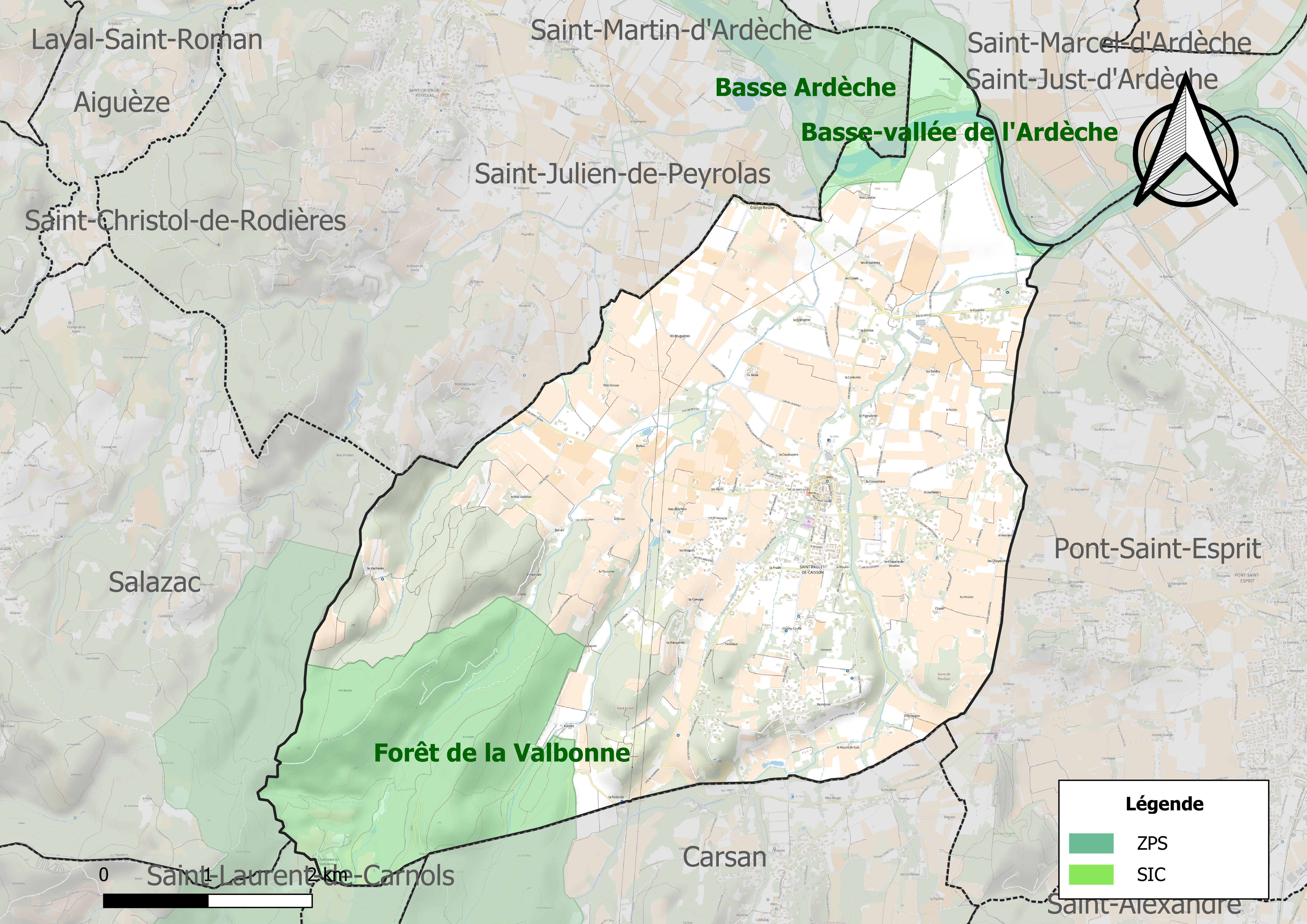
Sites Natura 2000 sur le territoire communal.

Le réseau Natura 2000 est un réseau écologique européen de sites naturels d'intérêt écologique élaboré à partir des directives Habitats naturels et Oiseaux. Ce réseau est constitué de zones spéciales de conservation (ZSC) et de zones de protection spéciale (ZPS).
Deux sites Natura 2000 ont été définis sur la commune au titre de la directive Habitats :
- la « forêt de Valbonne », d'une superficie de 5 052 ha, un milieu boisé avec des formations forestières remarquables. On y recense plus d'une dizaine d'espèces d'orchidées, de nombreux reptiles et amphibiens, oiseaux, etc., ainsi qu'une végétation très diversifiée[9] ;
- la « basse Ardèche urgonienne », d'une superficie de 6 851,3 ha[10].

#### Zones naturelles d'intérêt écologique, faunistique et floristique
L’inventaire des zones naturelles d'intérêt écologique, faunistique et floristique (ZNIEFF) a pour objectif de réaliser une couverture des zones les plus intéressantes sur le plan écologique, essentiellement dans la perspective d’améliorer la connaissance du patrimoine naturel national et de fournir aux différents décideurs un outil d’aide à la prise en compte de l’environnement dans l’aménagement du territoire.
Deux ZNIEFF de type 1 sont recensées sur la commune :
le « basse Ardèche » (221 ha), couvrant 4 communes du département, et 
la « forêt de la Valbonne » (1 077 ha), couvrant 5 communes du département
et deux ZNIEFF de type 2, : 
- le « basse Ardèche » (1 655 ha), couvrant 5 communes du département[14] ;
- le « massif du Bagnolais » (7 716 ha), couvrant 18 communes du département[15].

Carte des ZNIEFF de type 1 et 2 à Saint-Paulet-de-Caisson.
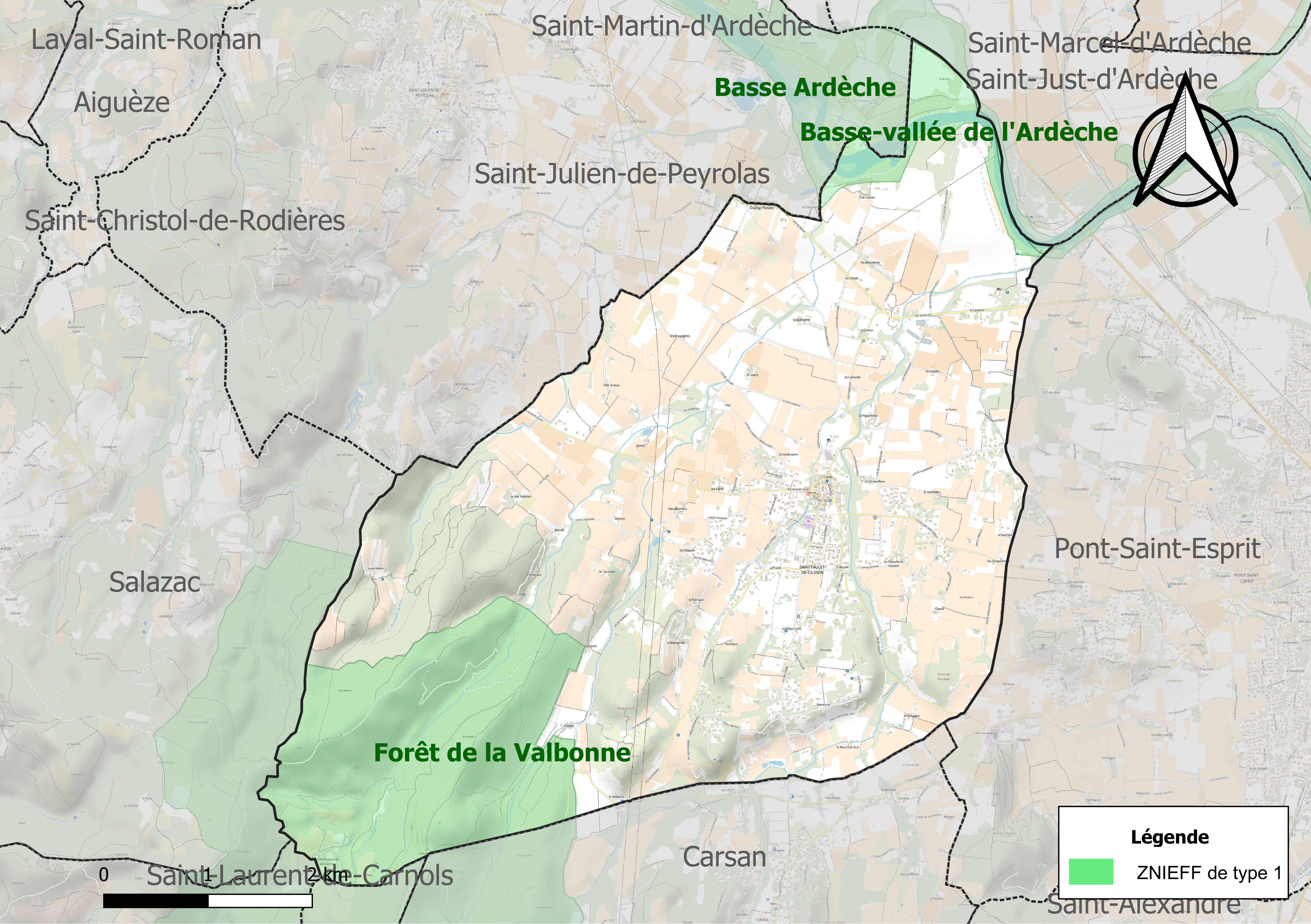
Carte des ZNIEFF de type 1 sur la commune.
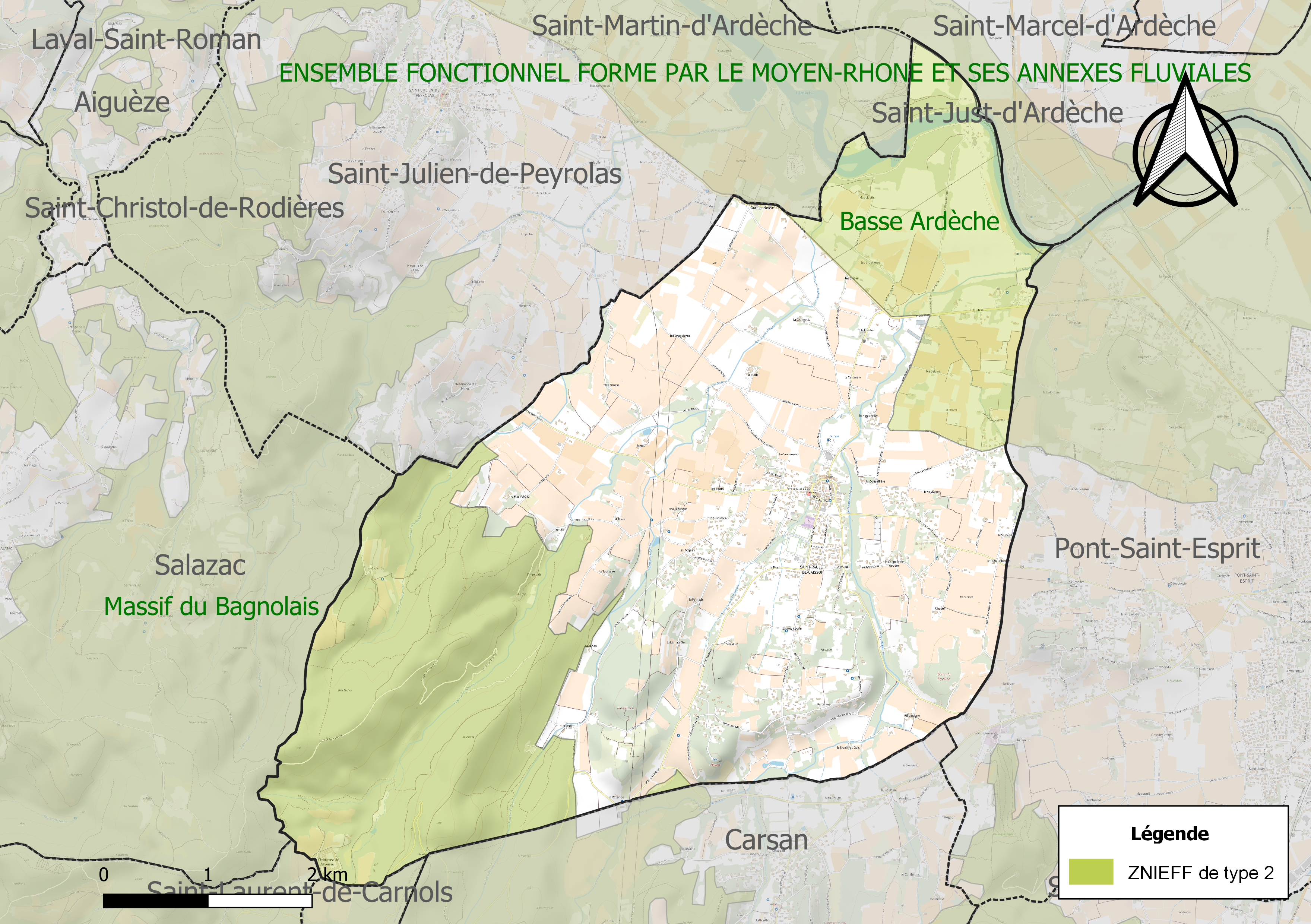
Carte des ZNIEFF de type 2 sur la commune.

## Urbanisme

### Typologie
Au 1er janvier 2024, Saint-Paulet-de-Caisson est catégorisée bourg rural, selon la nouvelle grille communale de densité à sept niveaux définie par l'Insee en 2022.
Elle appartient à l'unité urbaine de Pont-Saint-Esprit, une agglomération intra-départementale regroupant quatre  communes, dont elle est une commune de la banlieue,,. Par ailleurs la commune fait partie de l'aire d'attraction de Pont-Saint-Esprit, dont elle est une commune de la couronne,. Cette aire, qui regroupe 5 communes, est catégorisée dans les aires de moins de 50 000 habitants,.

### Occupation des sols
L'occupation des sols de la commune, telle qu'elle ressort de la base de données européenne d’occupation biophysique des sols Corine Land Cover (CLC), est marquée par l'importance des territoires agricoles (68 % en 2018), en diminution par rapport à 1990 (72,2 %). L'objectif législatif de Zéro artificialisation nette est désormais un des principes du code de l'urbanisme (article L. 101-2   6°bis) depuis la loi sur le Dérèglement du climat (22 août 
2021).
La répartition détaillée sur ce territoire communal était la suivante en 2018 : 
cultures permanentes (42,5 %), zones agricoles hétérogènes (25,5 %), forêts (24,8 %), zones urbanisées (6 %), eaux continentales (1,2 %). L'évolution de l’occupation des sols de la commune et de ses infrastructures peut être observée sur les différentes représentations cartographiques du territoire : la carte de Cassini (XVIIIe siècle), la carte d'état-major (1820-1866) et les cartes ou photos aériennes de l'IGN pour la période actuelle (1950 à aujourd'hui).

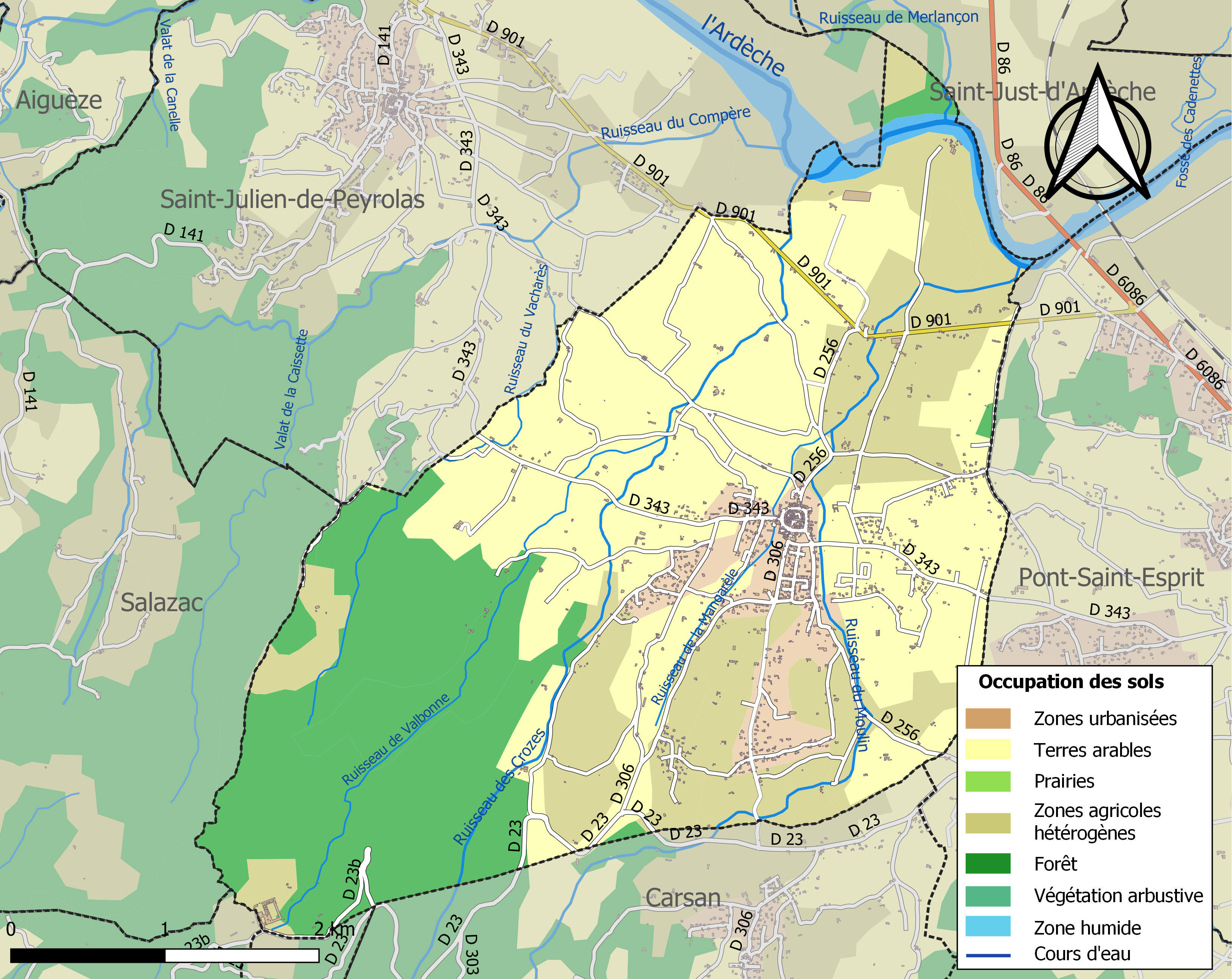
Carte des infrastructures et de l'occupation des sols de la commune en 2018 (CLC).

### Risques majeurs
Le territoire de la commune de Saint-Paulet-de-Caisson est vulnérable à différents aléas naturels : météorologiques (tempête, orage, neige, grand froid, canicule ou sécheresse), inondations, feux de forêts, mouvements de terrains et séisme (sismicité modérée). Il est également exposé à deux risques technologiques, la rupture d'un barrage et le risque nucléaire. Un site publié par le BRGM permet d'évaluer simplement et rapidement les risques d'un bien localisé soit par son adresse soit par le numéro de sa parcelle.

#### Risques naturels
La commune fait partie du territoire à risques importants d'inondation (TRI) d'Avignon – plaine du Tricastin – Basse vallée de la Durance, regroupant 90 communes du bassin de vie d'Avignon, Orange et de la basse vallée de la Durance, un des 31 TRI qui ont été arrêtés fin 2012 sur le bassin Rhône-Méditerranée. Il a été retenu au regard des risques de débordements du Rhône, de la Durance, de la Cèze, du Lez (84), de l'Ardèche, de l'Eygues, du Rieu (Foyro), de la Meyne, de l'Ouvèze, des Sorgues, des rivières du Sud-Ouest du mont Ventoux, de la Nesque, du Calavon et de l'Èze. Les crues récentes significatives sont celles d'octobre 1993 (Rhône-Lez), de janvier et novembre 1994 (Rhône, Durance, Calavon, Ouvèze), de décembre 1997, de  novembre 2000, de mai 2008 (Durance), de décembre 2003 (Rhône, Calavon), de septembre 1992 (Ouvèze), de septembre 2002 et de 2003 (Aygue, Rieu Foyro), de septembre 1958, de septembre 1992 (Ardèche), de septembre 1993 (Èze). Des cartes des surfaces inondables ont été établies pour trois scénarios : fréquent (crue de temps de retour de 10 ans à 30 ans), moyen (temps de retour de 100 ans à 300 ans) et extrême (temps de retour de l'ordre de 1 000 ans, qui met en défaut tout système de protection),. La commune a été reconnue en état de catastrophe naturelle au titre des dommages causés par les inondations et coulées de boue survenues en 1982, 1988, 1992, 1995, 1998, 2002, 2003 et 2008,.

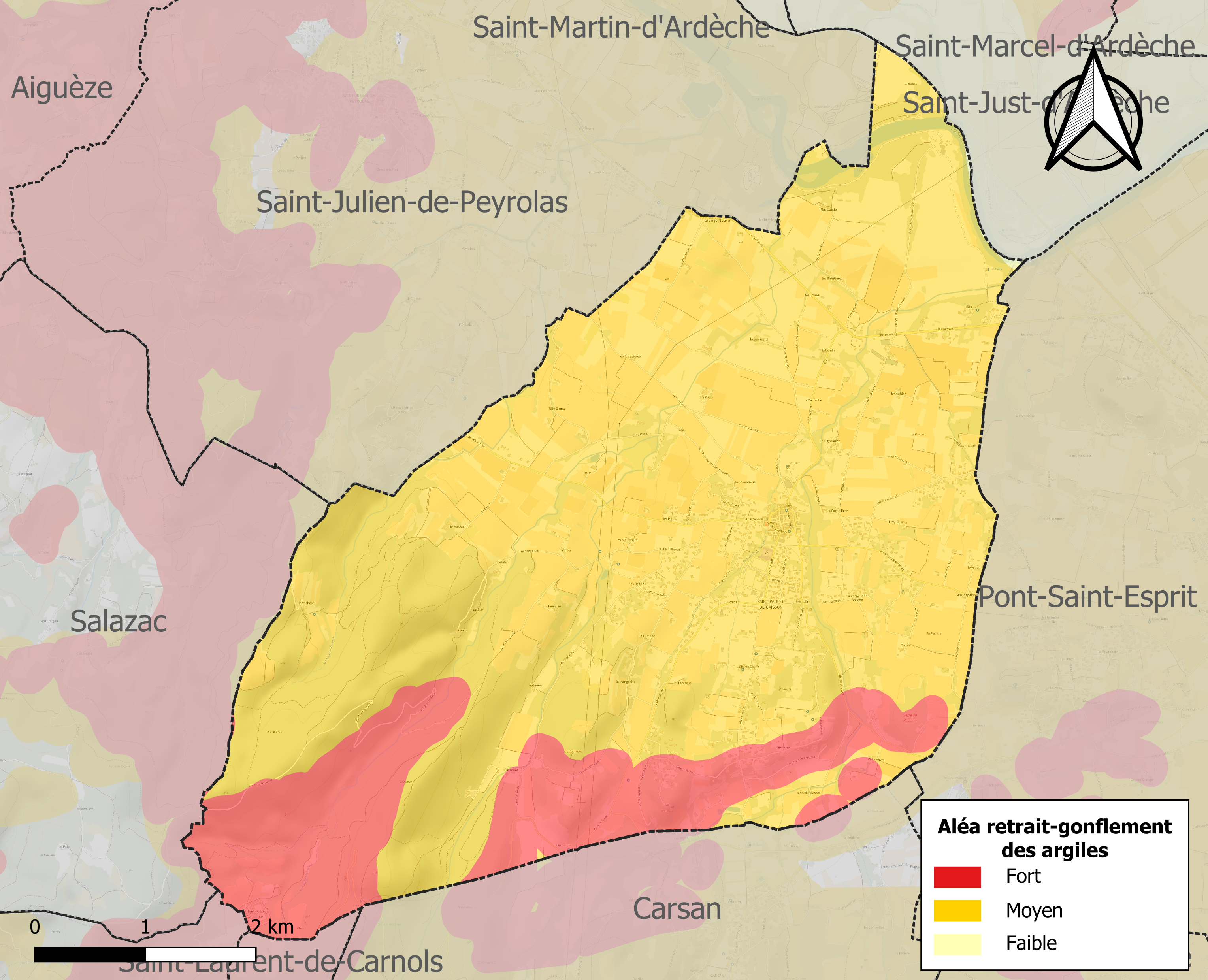
Carte des zones d'aléa retrait-gonflement des sols argileux de Saint-Paulet-de-Caisson.

La commune est vulnérable au risque de mouvements de terrains constitué principalement du retrait-gonflement des sols argileux. Cet aléa est susceptible d'engendrer des dommages importants aux bâtiments en cas d’alternance de périodes de sécheresse et de pluie. La totalité de la commune est en aléa moyen ou fort (67,5 % au niveau départemental et 48,5 % au niveau national). Sur les 798 bâtiments dénombrés sur la commune en 2019, 798 sont en aléa moyen ou fort, soit 100 %, à comparer aux 90 % au niveau départemental et 54 % au niveau national. Une cartographie de l'exposition du territoire national au retrait gonflement des sols argileux est disponible sur le site du BRGM,.
Par ailleurs, afin de mieux appréhender le risque d’affaissement de terrain, l'inventaire national des cavités souterraines permet de localiser celles situées sur la commune.

#### Risques technologiques
La commune est en outre située en aval du barrage de Villefort, un ouvrage de classe A doté d'un PPI et situé dans la Lozère. À ce titre elle est susceptible d’être touchée par l’onde de submersion consécutive à la rupture de cet ouvrage.
En cas d’accident grave, certaines installations nucléaires sont susceptibles de rejeter dans l’atmosphère de l’iode radioactif. La commune étant située dans le périmètre de sûreté autour de la centrale nucléaire du Tricastin, elle est exposée au risque nucléaire. À ce titre les habitants de la commune ont bénéficié, à titre préventif, d'une distribution de comprimés d’iode stable dont l’ingestion avant rejet radioactif permet de pallier les effets sur la thyroïde d’une exposition à de l’iode radioactif. En cas d'incident ou d'accident nucléaire, des consignes de confinement ou d'évacuation peuvent être données et les habitants peuvent être amenés à ingérer, sur ordre du préfet, les comprimés d'iode.

## Histoire
Au cours de la Révolution française, la commune porte provisoirement le nom de Caisson.

## Héraldique[31]
| Blason de Saint-Paulet-de-Caisson | Blason  | De gueules au pal losangé d'or et de gueules.    |
| Blason de Saint-Paulet-de-Caisson | Détails | Le statut officiel du blason reste à déterminer. |

## Démographie
L'évolution du nombre d'habitants est connue à travers les recensements de la population effectués dans la commune depuis 1793. Pour les communes de moins de 10 000 habitants, une enquête de recensement portant sur toute la population est réalisée tous les cinq ans, les populations de référence des années intermédiaires étant quant à elles estimées par interpolation ou extrapolation. Pour la commune, le premier recensement exhaustif entrant dans le cadre du nouveau dispositif a été réalisé en 2005.

En 2022, la commune comptait 1 894 habitants, en évolution de +5,22 % par rapport à 2016 (Gard : +2,97 %, France hors Mayotte : +2,11 %).
| 1793 | 1800 | 1806 | 1821  | 1831  | 1836  | 1841  | 1846  | 1851  |
| ---- | ---- | ---- | ----- | ----- | ----- | ----- | ----- | ----- |
| 950  | 932  | 868  | 1 051 | 1 152 | 1 243 | 1 379 | 1 385 | 1 389 |

| 1856  | 1861  | 1866  | 1872  | 1876  | 1881  | 1886  | 1891  | 1896  |
| ----- | ----- | ----- | ----- | ----- | ----- | ----- | ----- | ----- |
| 1 419 | 1 467 | 1 334 | 1 288 | 1 285 | 1 068 | 1 074 | 1 107 | 1 119 |

| 1901  | 1906 | 1911 | 1921 | 1926 | 1931 | 1936 | 1946 | 1954 |
| ----- | ---- | ---- | ---- | ---- | ---- | ---- | ---- | ---- |
| 1 005 | 966  | 952  | 888  | 721  | 780  | 752  | 806  | 851  |

| 1962 | 1968 | 1975 | 1982  | 1990  | 1999  | 2005  | 2006  | 2010  |
| ---- | ---- | ---- | ----- | ----- | ----- | ----- | ----- | ----- |
| 870  | 930  | 944  | 1 141 | 1 431 | 1 602 | 1 782 | 1 771 | 1 771 |

| 2015  | 2020  | 2022  | - | - | - | - | - | - |
| ----- | ----- | ----- | - | - | - | - | - | - |
| 1 793 | 1 840 | 1 894 | - | - | - | - | - | - |

## Économie

### Revenus
En 2018  (données Insee publiées en septembre 2021), la commune compte 746 ménages fiscaux, regroupant 1 752 personnes. La médiane du revenu disponible par unité de consommation est de 23 570 € (20 020 € dans le département).

### Emploi
|                | 2008   | 2013  | 2018 |
| -------------- | ------ | ----- | ---- |
| Commune        | 8,2 %  | 8,2 % | 8 %  |
| Département    | 10,6 % | 12 %  | 12 % |
| France entière | 8,3 %  | 10 %  | 10 % |

En 2018, la population âgée de 15 à 64 ans s'élève à 1 107 personnes, parmi lesquelles on compte 72,4 % d'actifs (64,3 % ayant un emploi et 8 % de chômeurs) et 27,6 % d'inactifs,. Depuis 2008, le taux de chômage communal (au sens du recensement) des 15-64 ans est inférieur à celui de la France et du département.
La commune fait partie de la couronne de l'aire d'attraction de Pont-Saint-Esprit, du fait qu'au moins 15 % des actifs travaillent dans le pôle,. Elle compte 304 emplois en 2018, contre 318 en 2013 et 294 en 2008. Le nombre d'actifs ayant un emploi résidant dans la commune est de 718, soit un indicateur de concentration d'emploi de 42,3 % et un taux d'activité parmi les 15 ans ou plus de 53,5 %.
Sur ces 718 actifs de 15 ans ou plus ayant un emploi, 169 travaillent dans la commune, soit 24 % des habitants. Pour se rendre au travail, 89,8 % des habitants utilisent un véhicule personnel ou de fonction à quatre roues, 1,5 % les transports en commun, 4,8 % s'y rendent en deux-roues, à vélo ou à pied et 3,9 % n'ont pas besoin de transport (travail au domicile).

### Activités hors agriculture

#### Secteurs d'activités
123 établissements sont implantés  à Saint-Paulet-de-Caisson au 31 décembre 2019. Le tableau ci-dessous en détaille le nombre par secteur d'activité et compare les ratios avec ceux du département,.
| Secteur d'activité                                                                                        | Commune | Commune | Département |
| Secteur d'activité                                                                                        | Nombre  | %       | %           |
| --- | ------- | ------- | ----------- |
| Ensemble                                                                                                  | 123     |         |             |
| Industrie manufacturière, industries extractives et autres                                                | 18      | 14,6 %  | (7,9 %)     |
| Construction                                                                                              | 15      | 12,2 %  | (15,5 %)    |
| Commerce de gros et de détail, transports, hébergement et restauration                                    | 30      | 24,4 %  | (30 %)      |
| Activités immobilières                                                                                    | 2       | 1,6 %   | (4,1 %)     |
| Activités spécialisées, scientifiques et techniques et activités de services administratifs et de soutien | 19      | 15,4 %  | (14,9 %)    |
| Administration publique, enseignement, santé humaine et action sociale                                    | 23      | 18,7 %  | (13,5 %)    |
| Autres activités de services                                                                              | 16      | 13 %    | (8,8 %)     |

Le secteur du commerce de gros et de détail, des transports, de l'hébergement et de la restauration est prépondérant sur la commune puisqu'il représente 24,4 % du nombre total d'établissements de la commune (30 sur les 123 entreprises implantées  à Saint-Paulet-de-Caisson), contre 30 % au niveau départemental.

#### Entreprises et commerces
Les quatre entreprises ayant leur siège social sur le territoire communal qui génèrent le plus de chiffre d'affaires en 2020 sont : 
- Aux Pains D'autrefois, boulangerie et boulangerie-pâtisserie (250 k€)
- Mas Chazel, culture de la vigne (145 k€)
- SARL Stephane Chapus, activités de soutien aux cultures (129 k€)
- Carriere Chapus, extraction de pierres ornementales et de construction, de calcaire industriel, de gypse, de craie et d'ardoise (32 k€)

### Agriculture
La commune est dans la vallée du Rhône, une petite région agricole occupant la frange est du département du Gard. En 2020, l'orientation technico-économique de l'agriculture  sur la commune est la viticulture. 
|               | 1988 | 2000 | 2010 | 2020 |
| ------------- | ---- | ---- | ---- | ---- |
| Exploitations | 66   | 54   | 41   | 29   |
| SAU (ha)      | 725  | 778  | 646  | 620  |

Le nombre d'exploitations agricoles en activité et ayant leur siège dans la commune est passé de 66 lors du recensement agricole de 1988  à 54 en 2000 puis à 41 en 2010 et enfin à 29 en 2020, soit une baisse de 56 % en 32 ans. Le même mouvement est observé à l'échelle du département qui a perdu pendant cette période 61 % de ses exploitations,. La surface agricole utilisée sur la commune a également diminué, passant de 725 ha en 1988 à 620 ha en 2020. Parallèlement la surface agricole utilisée moyenne par exploitation a augmenté, passant de 11 à 21 ha.

## Culture locale et patrimoine

### Patrimoine civil
- Le château de Saint Paulet-de-Caisson : ancienne demeure des comtes de Gabriac, le château fut démembré pendant la Révolution française ; quelques traces (une échauguette notamment) témoignent encore de son existence sur quelques maisons près de l'église ;
- Le château de La Conseillère, construit au XIXe siècle ;
- Le château de Balazut, construit au XIXe siècle ;
- La chartreuse de Valbonne ;
- Le Monument aux Morts ;
- La Cave Coopérative.

### Patrimoine religieux
- L'église Saint-Paulet de Saint-Paulet-de-Caisson : bâtie à la fin du XIXe siècle à l'emplacement de l'église précédente devenue trop exiguë, elle abrite des reliques de sainte Placidie ; l'une des deux cloches de l'édifice a été fondue en 1597 ;
- La chapelle Sainte-Agnès : située au nord du village, elle est de style roman provençal. L'édifice a été inscrit au titre des monuments historiques en 1974[40]. Elle sert de lieu d'exposition ;
- La chapelle Saint-Joseph ;
- L'oratoire Saint-Joseph : de style gothique, elle est, lui aussi, issu de la Chartreuse de Valbonne ; il date du XIXe siècle ;
- Un Christ en croix, à l'entrée sud de la ville depuis 1985 ; il se trouvait initialement dans le village. D'autres croix sont présentes sur le territoire de la commune ;
- Une statue de la Vierge provenant de la Chartreuse de Valbonne, datée de 1870 ;
- La fontaine Saint-Paul : surmontée par la statue de saint Paul, la fontaine distribue l'eau de la source de Champ-Cauffé.

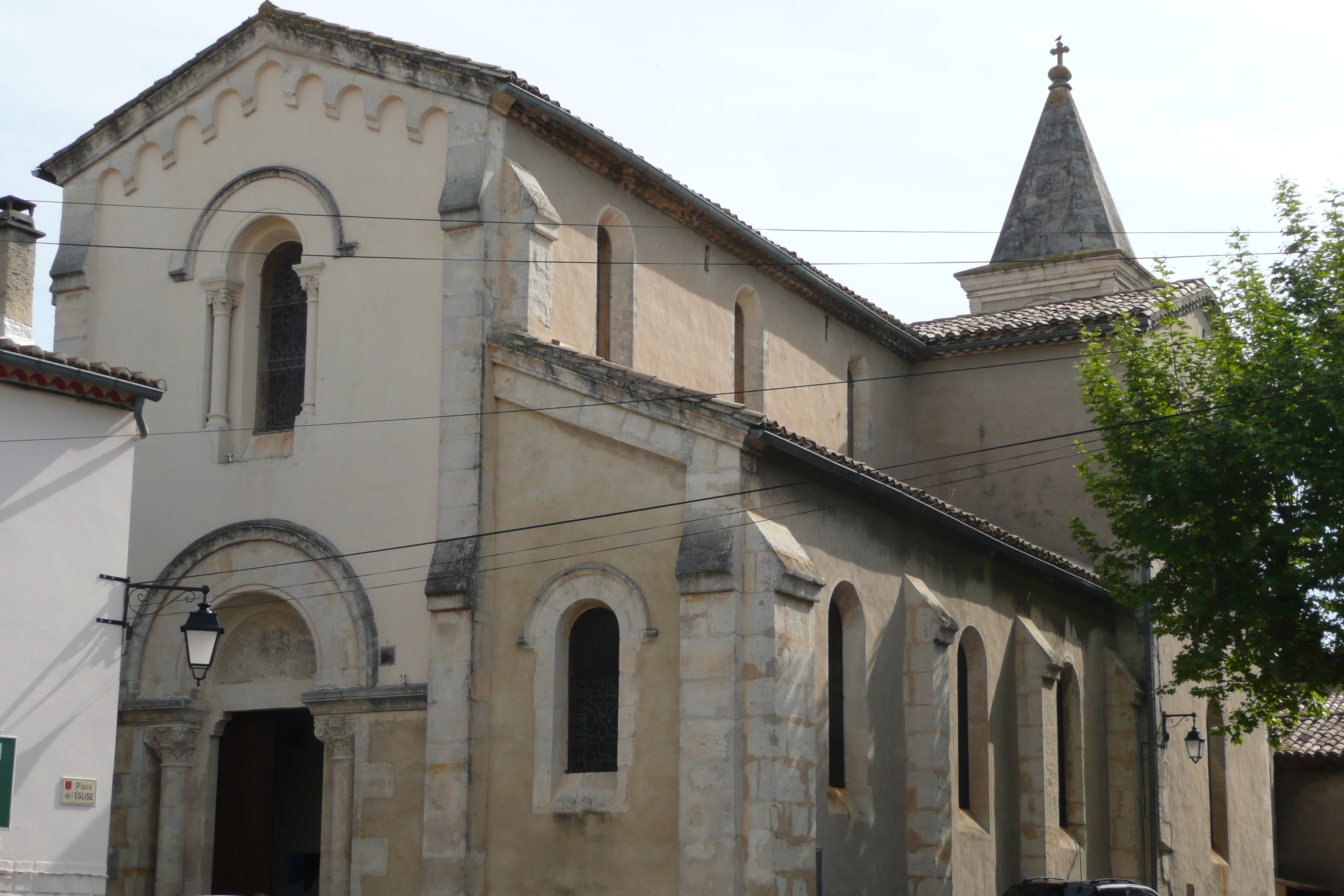
Église Saint-Paulet de Saint-Paulet-de-Caisson
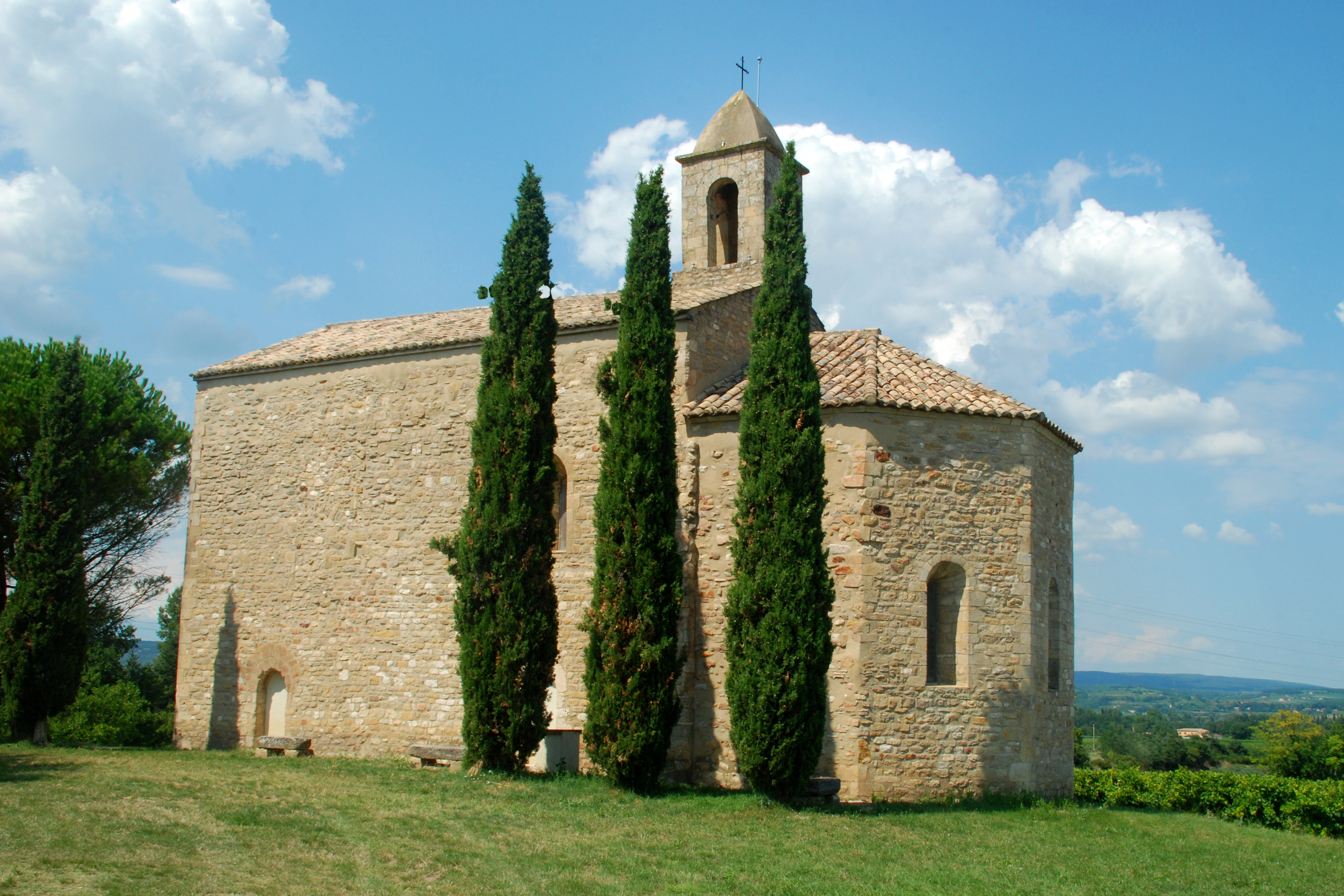
Chapelle Sainte-Agnès de Saint-Paulet-de-Caisson

### Personnalités liées à la commune
- Marcel Pouly (1910-1991), agriculteur et adjoint au maire du village de Saint-Nazaire.
- Philippe Perrin, spationaute français a été scolarisé à l'école primaire du village qui porte son nom depuis 2018[41].
- Antonin Bobichon (1995-), footballeur professionnel, grandit à Saint-Paulet-de-Caisson.